# Fred Forest
Fred Forest (Mascara, Algèria, 6 de juliol de 1933) és un artista francès que s'autoanomena “artista de comunicació transmedia ”, especialitzat en el videoart i reconegut per la seva defensa de l'Art Sociològic.
Aquest artista ha treballat i treballa amb diferents materials i mitjans (cables, telèfons, ordinadors, vídeo, ràdio i televisió, entre d'altres) per tal de crear les seves obres que sovint tenen un rerefons sociològic.
Forest defensa l'ús del que és social com a suport per a l'exercici de la creativitat, l'humor i la participació. Aquesta defensa de l'art sociològic el va portar a crear el Col·lectiu d'Art Sociològic juntament amb Hervé Fischer i Jean-Paul Thénot.
El treball de Forest no només s'ha centrat en el videoart, sinó que al llarg dels anys ha adaptat les seves creacions als nous mitjans i oportunitats que li ha proporcionat la tecnologia i internet. Ha estat un dels artistes pioners en aquestes noves disciplines sense oblidar l'esperit crític i social que caracteritza la seva obra.

## Trajectòria artística

### Inicis de la seva trajectòria
Fred Forest va néixer el 6 de juliol de 1933 a l'Algèria francesa, uns anys més tard es va mudar a París on el 1954 va començar a treballar a correus. Posteriorment es va iniciar en la premsa escrita com a dibuixant i il·lustrador per diaris francesos com “Combat” i “Les Echos”. També va fer algunes exposicions sobre les seves pintures i dibuixos abans d'endinsar-se en el món del videoart.
La seva carrera com a videoartista va començar a finals dels anys seixanta, convertint-se en un pioner en l'ús del vídeo i l'ordinador com a eines per crear les seves obres. Però, com al llarg de tota la seva carrera, combinava diferents mitjans, i un exemple és l'obra “exposada” (publicada) a Le Monde (1972) amb el títol ”150 cm2 of Newspaper” que pretenia crear una interacció directe amb el lector, perquè aquest se sentís cridat a participar, a donar la seva veu i formar part de l'obra.
Les seves obres van anar rebent reconeixement i va poder fer les seves presentacions en diversos espais de França, però també en altres països. Això li va donar l'oportunitat de participar en la Biennal de Sao Paulo de 1973, on va ser guardonat amb el Gran Premi de Comunicació pel seu conjunt d'obres crítiques i transgressores utilitzant diferents mitjans i col·laborant amb diferents artistes durant el transcurs de la Biennal. Per alguna de les quals també va ser arrestat pel règim militar brasiler i finalment alliberat gràcies a les negociacions de l'ambaixada francesa.

### El Col·lectiu d'Art Sociològic i l'arribada d'Internet
L'any següent, juntament amb Hervé Fischer i Jean-Paul Thénot funden el Col·lectiu d'Art Sociològic amb el primer Manifest d'un total de quatre. Aquest col·lectiu d'artistes va ser l'escollit per representar França a la Biennal de Venècia de 1976. I finalment va trencar-se el 1981. L'any següent, Forest comença a treballar amb el professor Mario Costa en un grup sobre la recerca de l'estètica de la comunicació, una investigació que combinà posteriorment amb la creació de les seves obres.
L'artista segueix creant obres al llarg dels anys vuitanta i noranta, com “Celebració del present” (Celebration of the Present, 1985) o la coneguda “La Bíblia electrònica i la Guerra del Golf” (The electronic Bible and the Persian Golf War, 1991) entre d'altres. Amb la seva filosofia d'adaptar-se als diferents mitjans que van sorgint, aprofita el creixement d'Internet per participar de la creació d'obres en aquest mitjà, que també potencien la seva idea d'obres que incitin a la interacció entre aquestes i els seus receptors. I així, passa a ser un dels pioners en l'ús d'aquest mitjà per la creació d'art amb la primera gran obra interactiva “De Casablanca a Locarno” (De Casablanca á Locarno, 1995). Des de llavors l'ús d'Internet en les seves obres ha sigut constant i explorant les diferents possibilitats que aquest atorga, com les diferents obres que realitza a la plataforma Second Life i que adapta en funció dels territoris on presenta.
Tot i la seva avançada edat, Foster ha seguit creant durant aquests últims anys entre la plataforma Second Life i altres performances virtuals. El 2006 va llançar la iniciativa Biennale 3000 en què qualsevol usuari té l'opció de participar en aquesta exposició virtual, també ha participat en festivals com el Cyberfest de 2011 (com artista i jurat) o l'exposició retrospectiva del CDA (Centre des Arts d'Enghien) Media Man Nº 1 el 2013.
De cara al 2017 té confirmada una exhibició al Centre Pompidou, amb el qual ha estat enfrontat durant els últims 40 anys per uns problemes de transparència que els van enfrontar judicialment.

## Filosofia de l'artista[16]
“L'ètica sempre ha tingut i té prioritat per sobre l'estètica en els meus treballs” (Fred Foster, entrevista a la revista Digital Arti #12).
Fred Foster defensa amb el seu estil de vida i les seves obres un art que serveixi per qüestionar la societat, les institucions i l'art en si mateix. Un art que serveixi per canviar el món. Aquest art pot servir per analitzar els diferents mitjans que condicionen els diferents poders i així intentar que la societat en sigui conscient.
Al llarg de la seva trajectòria l'artista ha defensat la importància de renovar-se constantment i saber-se adaptar als nous models, buscant noves formes d'expressió artística i aprofitant tots els mitjans que es posen a l'abast. Les seves obres mostren el seu interès per interaccionar amb el públic i fer-lo partícip de l'obra, com el cas del quadrat de 150cm2 en blanc que va publicar a Le Monde o la plataforma Biennale 3000 on pot participar-hi tothom.

## Art Sociològic
Fred Forest va ser un dels instigadors de l'Art Sociològic, que va iniciar oficialment amb la publicació del primer Manifest l'any 1974 fundant el Col·lectiu d'Art Sociològic juntament amb Hervé Fischer i Jean-Paul Thénot. I durant l'existència del Col·lectiu els tres artistes van combinar l'estudi teoricopràctic en aquesta línia i la seva activitat personal. Com a col·lectiu van participar en diferents exposicions, cal destacar la seva participació en la Biennal de Venècia de l'any 1976 com a representants de França.
L'art sociològic pretén desenvolupar una anàlisi crítica de l'art i la societat a partir de pràctiques artístiques i relacionat amb els mètodes de la sociologia. Proporcionant les condicions necessàries per ajudar a l'individu a qüestionar-se eficientment i investigar correctament per tal de facilitar una situació d'intersubjectivitat.
Les claus que defensa el col·lectiu són el treball artístic basat en la inclusió de l'organització, la investigació i l'ensenyament com a mètodes per ampliar les capacitats artístiques i integrar coneixements que permetin tenir un coneixement més ampli del model de societat i el funcionament dels poders i les institucions. Per altra banda, també es defensa la creació dels projectes mitjançant el diàleg amb els diferents públics i territoris on es volen desenvolupar aquests projectes, per tal d'augmentar el coneixement sobre les condicions socials a partir d'experiències directes.
Finalment el Col·lectiu d'Art Sociològic va arribar a la seva fi sis anys més tard, amb la publicació de Mis au Point el novembre del 1980 per part de Fred Forest i Jean-Paul Thenot. Tot i que individualment van seguir aplicant algunes dels principis a les seves obres posteriors.

### Manifestos de l'Art Sociològic[17]
Els membres van anar ampliant i detallant el concepte d'Art Sociològic que defensaven com a col·lectiu durant el transcurs dels 6 anys que va durar. Així des del primer manifest el 1974, en van treure tres posteriors (1975, 1976, 1977) on es redefinien les línies i objectius del col·lectiu.
El primer Manifest (1974) va ser el que va constituir el Col·lectiu d'Art Sociològic i es va publicar a Le Monde el 10 d'octubre de 1974. Aquest primer escrit posava sobre la taula les línies bàsiques d'anàlisi i treball del col·lectiu i el seu art. Començant per la detecció d'una nova sensibilitat basada en la manifestació o la connexió entre l'individu i la societat que el produeix, també pretén que l'art que generen posi el mateix art en qüestió i s'elabori una teoria sobre la sociologia de l'art recorrent als mètodes de les ciències socials i tenint en compte les actituds dels públics a qui es pregunta.
El segon Manifest (1975) serveix per reafirmar l'Art Sociològic i solucionar els dubtes i confusions que van sorgir després de la publicació del primer manifest. En aquest s'explica detalladament la relació entre l'art sociològic i la sociologia, especificant que aquest col·lectiu se surt dels discursos científics i universitaris i que si s'usa el discurs és racionalment per la pràctica de l'Art Sociològic. Elabora una pràctica sociològica en si mateixa exercint el paper per qüestionar, posant sobre la taula la massificació de la societat i la pertorbació dels canals de comunicació. També es vol diferenciar de l'art militant tradicional, que el consideren obsolet i que va per camins diferents a l'Art Sociològic i defensa el principi que la sociologia de l'art es torna en contra de l'art en si mateix.
El tercer Manifest (1976) parla sobre la metodologia i l'estratègia de la tècnica sociològica. Defineix una metodologia basada en la creació de dispositius de desviació que no es presti a la sociologia oficial, que vol manipular els consumidors a favor del poder, i que busqui treure les estructures abstractes de les ments de cadascú perquè prenguin consciència i qüestionin la dominació del poder repressiu. L'estratègia se centra en dos principis, el realisme i la desviació, en contra de les institucions (no tant del sistema dominant) per recuperar el mercat de l'art que està a mans del poder. Però essent realistes i calculant els riscs que les accions comporten.
Finalment el quart Manifest (1977) fa un llistat dels diferents nivells en què l'art es veu submís, proposant estratègies per lluitar-hi des de l'Art Sociològic. El mercat de l'art (on es negocien les obres i artistes) s'ha de combatre refusant la societat on art és diner i riquesa. Els canals de comunicació que afavoreixen aquesta concepció mercantilista de l'art s'hi ha de fer front creant xarxes de comunicació pròpies. Crear "Contra-institucions" de l'art per fer front a les existents, que estan al servei del poder dominant. I finalment determinen "Nova York" com a concepte de capitalització d'un art on té aquesta ciutat i Estats Units en general com a centre principal de la industrialització de l'art. Es determina que no es pot suprimir aquest nivell, però que l'Art Sociològic ha d'intentar conscienciar per qüestionar-ho tot.

## Obres[18]
Al llarg de les seva carrera Forest ha presentat moltes obres en diferents formats i mitjans, a continuació es mostren alguns exemples de classificats per dècades:

### Anys 60
- Family Portrait (exposició d'imatges, 1967). Consistia en una exposició de fotografies familiars de classes obreres de París. Aquestes van cedir les seves fotos i en alguns casos el mateix Fred Forest era l'encarregat de fer les captures mitjançant una càmera Polaroid.
- The Telephone Booth (vídeo, 1967). Gravació des de la finestra de l'artista d'una cabina telefònica i tot el que passa al voltant.
- The Wall of Arles (vídeo, 1967). Gravació del comportament dels vianants en un carrer amb molt moviment.
- Interrogation 69 (vídeo instal·lació, 1969). Primera instal·lació de vídeo a França amb circuit tancat que permetia als visitants interaccionar amb ells mateixos.

### Anys 70
- Space Media (experiment als mitjans, 1972). Forest va començar publicant un espai al diari Le Monde de 150 cm² on es convidava al lector a fer-li arribar el que volguessin per omplir aquell espai. Després va repetir l'acció amb un breu espai de temps en blanc a la televisió pública francesa. L'èxit d'aquesta acció va fer que es portés a terme a mitjans d'altres països.
- Gestures (vídeo, 1972-1974). Gravació de persones representant diferents professions. Amb col·laboració amb Vilem Flüsser.
- Archeology of the present (vídeo instal·lació, 1973). Circuit tancat que mostrava imatges dins una galeria del que passava al carrer del costat, a la vegada que mostrava en una pantalla exterior de la galeria el comportament dels espectadors que hi havia dins.
- Electronic Self-Perception (vídeo instal·lació). Instal·lació en circuit tancat que gravava participants del públic mentre es feien autoretrats amb una Polaroid.
- The Artistic Square Meter (experiment als mitjans, 1977). Experiment per criticar i parodiar les pràctiques especulatives de l'estat i el mercat, en què Forest va crear una companyia per promoure metres quadrats designats oficialment com a artístics posant anuncis de "en venda" i anunciant la primera subhasta d'un espai. Va crear tanta expectació que finalment es va canviar la designació d'aquest espai a "no artístic" i es va vendre a un gran preu.

### Anys 80
- Stock exchange of the sensational (instal·lació multimèdia, 1982). Esdeveniment que va tenir lloc al Centre Pompidou de París en què durant cinc setmanes un equip analitzava, editava i preparava notícies pel públic de fora que interactuava amb aquestes notícies i s'analitzaven les notícies més valorades.
- Celebration of the Present (actuació de mitjans, 1985). Actuació que consistia en una televisió davant el públic que mostrava un telèfon, quan aquest sonava, Forest s'aixecava de la sala i anava a l'estudi des d'on es gravava el telèfon i contestava.
- Jogging in the Park (vídeo instal·lació, 1989). Vídeo monitor reproduint sense parar una cinta d'un corredor amb missatges LED que recreaven els pensaments del protagonista.

### Anys 90
- The Electronic Bible and The Persian Gulf War (instal·lació, 1991). Obra formada per 15 pantalles LED posades en sorra portada de Kwuait i que combinaves passatges de la Bíblia amb imatges de la zona de la Guerra del Golf. A la vegada que es mostraven notícies de la guerra sense parar i amb la velocitat augmentada.
- Fred Forest for President of Bulgarian National Television (actuació política i de mitjans, 1992). Forest es va presentar a la presidència per la televisió nacional búlgara amb el suport de les forces opositores al règim per demostrar que es podia fer pressió electoral mitjançant els mitjans de masses. Finalment va haver d'abandonar el país, "convidat" a marxar.
- Time Out (esdeveniment online, 1998). Projecte en què Forest va instal·lar webcams a 24 ciutats del món amb les 24 franges horàries diferents i començant per París la retransmissió anava canviant cada hora, de manera que sempre es veia la retransmissió de les 12h a les 13h de cada país, representant que el temps no seguia endavant.
- Touch Me[19] (lloc web interactiva, 1999). En aquest lloc web una criatura virtual es va desintegrant constantment, però es pot aturar aquesta destrucció i fins i tot recuperar els espais perduts mitjançant clicks.

### 2000-Actualitat
- Internet Graffitis: "Sur le pont d'Avignon"[20] (lloc web, 2000). Lloc web on els visitants poden posar una lletra diferent a la cançó infantil francesa "Sur le pont d'Avingon". Aquestes aportacions es transformen en grafits a la pàgina i en el moment de l'esdeveniment també es projectaven en pantalles gegants que reproduïen la melodia de fons.
- Grenoble at the center of the web (lloc web, 2003). Juntament amb estudiants i companys de la facultat de Grenoble creen un museu online de "art digital folklore".
- Fred Forest Ego Cyberstar and the question of identity[21] (Secon Life, 2010). El personatge batejat amb el nom d'Ego Cyberstar es dirigia directament al públic, mirant a càmera, les seves impressions sobre la seva vida a la plataforma Second Life i expressa l'ansietat que li provoca l'existència.
- Sociological Walk (actuació de carrer, 2011). Fred Forest, repetint l'experiment de 1973 per la Biennal de Sao Paulo, va citar als participants a passejar pel barri de Brooklyn i incentivant-los que parlessin amb les famílies i la gent del barri. Fusionant una caminada amb un estudi sociològic i una actuació en si mateixa.